# Xã McDonald, Quận Barry, Missouri
Xã McDonald (tiếng Anh: McDonald Township) là một xã thuộc quận Barry, tiểu bang Missouri, Hoa Kỳ. Năm 2010, dân số của xã này là 853 người.